# Piercing del prepuzio

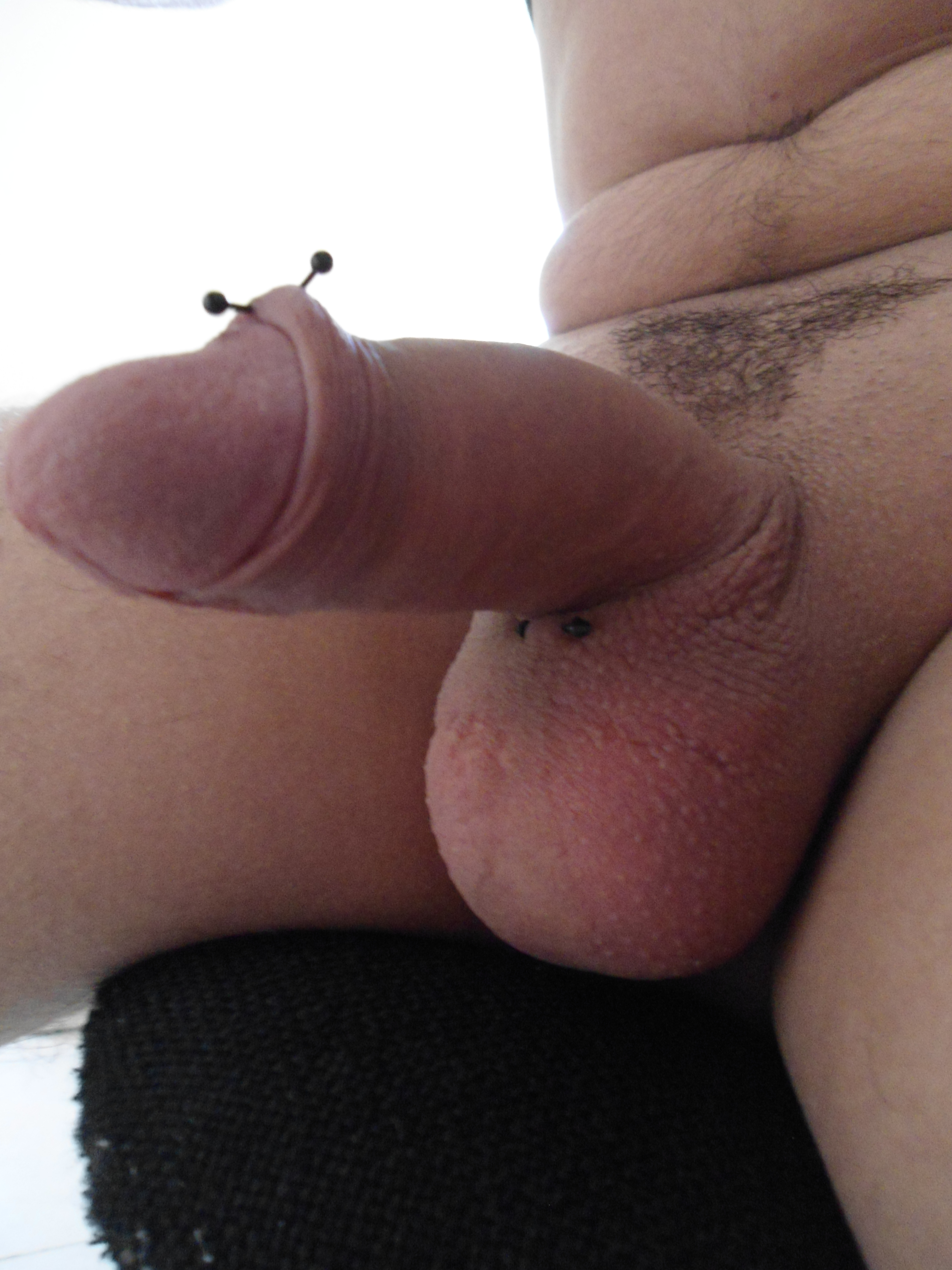
Una fra le varie tipologie di piercing del prepuzio: Peneambos

Il piercing del prepuzio (in inglese Foreskin Piercing) è un piercing genitale maschile che viene praticato sul prepuzio. Esistono varie tipologie di piercing del prepuzio.

## Storia
Il piercing del prepuzio del pene maschile, è, tra i piercing genitali, uno tra i maggiormente diffusi nel mondo antecedentemente al revival moderno del piercing e tra i maggiormente documentati. È anche una delle pratiche di modificazione dei genitali maschili più antica, tanto quanto la circoncisione.
La pratica era già in uso presso gli antichi greci, in diverse epoche, come strumento di castità per gli schiavi e per fermare il pene durante le gare e le battaglie degli atleti (che gareggiavano nudi) e militari. Sembra fosse infatti in uso durante la Guerra di Troia, tanto quanto durante le antiche Olimpiadi.
Aulo Cornelio Celso, Marco Valerio Marziale e Decimo Giunio Giovenale testimoniano come nella Roma Antica il piercing del prepuzio veniva praticato da attori e altri artisti per accentuare la loro attrattiva sessuale. Il gioiello era da costoro indossato per la maggior parte del tempo, tranne che durante l'atto sessuale, quando veniva rimosso, e c'era chi era disposto a pagare per il solo piacere visivo di rimuovere il gioiello dal pene. Aulo Cornelio Celso descrive inoltre come questo tipo di piercing venisse praticato: prima si marcavano con dell'inchiostro i due punti del prepuzio da perforare, quindi si perforava il prepuzio da parte a parte, inserendo un filo. Durante la guarigione il filo veniva mosso di tanto in tanto, per agevolare la pulizia del foro, quindi una volta guarito veniva sostituito con una fibula.
Cornelis de Pauw testimonia come la perforazione del prepuzio fosse in uso presso i calogeri dei monaci greci come strumento di castità. Tali monaci perforavano il prepuzio infilando poi un largo e pesante anello di ferro, tale da impedire l'erezione. Tale pratica pare fosse in uso anche presso i monaci turchi, quali i dervisci e altri santoni, tanto che i fedeli giudicavano la loro santità in base alla dimensione del loro rosario e dell'anello che portavano nel pene.
Con la stessa funzione di strumento di castità, il piercing del prepuzio viene praticato anche in India presso i Sadhu, i mistici indù: al fine di impedire qualsiasi tipo di attività sessuale, viene perforato il pene e appesi dei pesi che ne impediscono l'erezione.

## Motivazioni
Tra le motivazioni culturali per questo tipo di piercing, vi è quella della castità, così come avviene presso taluni mistici indù, dove tale piercing viene praticato per impedire qualsiasi attività sessuale.
Ma vi è anche uno scopo erotico ed estetico.

## Tipologie
- Kuno
- Oetang
- Peneambos